# شوراني (مقاطعة فارياب)
شوراني (بالفارسية: شورانی) هي قرية تقع في البلدة المركزية في إيران. يقدر عدد سكانها بـ 145 نسمة بحسب إحصاء 2016.